# L'uomo per me
L'uomo per me (わたしのすきなひと?, Watashi no suki na hito) è un manga autoconclusivo delle CLAMP. È stato pubblicato dalla Kadokawa Shoten nel 1995 e si divide in 12 parti.
In Italia è stato pubblicato dalla GP Publishing in occasione del ventesimo anniversario delle CLAMP, nel 2009.